# 1954年オーストラリア選手権 (テニス)
1954年 オーストラリア選手権（1954ねんオーストラリアせんしゅけん、1954 Australian Championships）に関する記事。オーストラリア・シドニー市内にある「ホワイトシティ・テニスクラブ」にて開催。

## 大会の流れ
- 男子シングルス・女子シングルスとも「32名」の選手による5回戦制で行われた。シード選手は男子16名、女子8名。男女とも「1回戦不戦勝」（抽選表では“Bye”と表示）はない。

## シード選手

### 男子シングルス
1. ケン・ローズウォール　（ベスト4）
2. トニー・トラバート　（2回戦）
3. レックス・ハートウィグ　（準優勝）
4. ビック・セイシャス　（ベスト8）
5. メルビン・ローズ　（初優勝）
6. ハミルトン・リチャードソン　（ベスト8）
7. ジョージ・ワーシントン　（ベスト8）
8. ビル・タルバート　（1回戦）
9. クライブ・ウィルダースピン　（1回戦）
10. ロバート・ペリー　（2回戦）
11. イアン・エアー　（2回戦）
12. オーウェン・ウィリアムズ　（2回戦）
13. ジョン・ブロムウィッチ　（ベスト4）
14. エーブ・セガル　（2回戦）
15. ニール・フレーザー　（2回戦）
16. ジャン・ノエル・グリンダ　（2回戦）

### 女子シングルス
1. テルマ・コイン・ロング　（優勝、2年ぶり2度目）
2. メアリー・ベヴィス・ホートン　（ベスト4）
3. ジェニファー・ステーリー　（準優勝）
4. ベリル・ペンローズ　（2回戦）
5. ヘレン・アングウィン　（2回戦）
6. ノーマ・エリス　（1回戦）
7. フェイ・ミュラー　（2回戦）
8. ドーン・フォガティ　（1回戦）

## 大会経過

### 男子シングルス
準々決勝
- ケン・ローズウォール vs.  ハミルトン・リチャードソン　6-3, 6-4, 9-7
- メルビン・ローズ vs.  ビック・セイシャス　8-6, 9-7, 9-11, 6-4
- ジョン・ブロムウィッチ vs.  ジョージ・ワーシントン　3-6, 6-3, 2-6, 6-3, 6-1
- レックス・ハートウィグ vs.  アシュレー・クーパー　6-2, 6-3, 6-4

準決勝
- メルビン・ローズ vs.  ケン・ローズウォール　6-3, 6-3, 3-6, 1-6, 7-5
- レックス・ハートウィグ vs.  ジョン・ブロムウィッチ　8-6, 6-4, 9-7

### 女子シングルス
準々決勝
- テルマ・コイン・ロング vs.  ネル・ホール・ホップマン　6-0, 6-0
- メアリー・カーター vs.  ロリス・ニコルズ　7-5, 6-4
- ジェニファー・ステーリー vs.  ヘイゼル・レディック・スミス　10-8, 5-7, 6-3
- メアリー・ベヴィス・ホートン vs.  バーバラ・ウォービー　6-4, 6-3

準決勝
- テルマ・コイン・ロング vs.  メアリー・カーター　6-2, 6-3
- ジェニファー・ステーリー vs.  メアリー・ベヴィス・ホートン　6-1, 6-1

## 決勝戦の結果
- 男子シングルス： メルビン・ローズ vs.  レックス・ハートウィグ　6-2, 0-6, 6-4, 6-2
- 女子シングルス： テルマ・コイン・ロング vs.  ジェニファー・ステーリー　6-3, 6-4
- 男子ダブルス： メルビン・ローズ＆ レックス・ハートウィグ vs.  ニール・フレーザー＆ クライブ・ウィルダースピン　6-3, 6-4, 6-2
- 女子ダブルス： メアリー・ベヴィス・ホートン＆ ベリル・ペンローズ vs.  ヘイゼル・レディック・スミス＆ ジュリア・ウィップリンガー　6-3, 8-6
- 混合ダブルス： レックス・ハートウィグ＆ テルマ・コイン・ロング vs.  ジョン・ブロムウィッチ＆ ベリル・ペンローズ　4-6, 6-1, 6-2